# Titchfield Common
Titchfield Common – osada w Anglii, w Hampshire, w dystrykcie Fareham. Leży 12,7 km od miasta Southampton, 23,6 km od miasta Winchester i 109,5 km od Londynu. W 2011 miejscowość liczyła 7133 mieszkańców.